# Imre Németh
Imre Németh [ˈimrɛ ˈneːmɛt] (* 23. September 1917 in Kaschau (Österreich-Ungarn), heute Košice (Slowakei); † 18. August 1989 in Budapest) war ein ungarischer Hammerwerfer. Sein größter Erfolg war der Gewinn der Goldmedaille bei den Olympischen Spielen 1948. Zudem war er von 1948 bis 1952 Inhaber des Weltrekordes im Hammerwurf. Neben seiner sportlichen Karriere saß Németh auch von 1949 bis 1953 im ungarischen Parlament und war anschließend lange Zeit als Leichtathletikfunktionär aktiv.

## Sportliche Laufbahn
Erste Erfahrungen sammelte Imre Németh im Jahr 1946 bei den Europameisterschaften in Oslo, bei denen er mit einer Weite von 50,03 m den vierten Platz belegte. Am 14. Juli 1948 verbesserte er in Budapest den Hammerwurf-Weltrekord auf 59,02 m und steigerte damit die bisherige Bestmarke des Deutschen Erwin Blask um zwei Zentimeter. Anschließend nahm er an den Olympischen Spielen in London teil und siegte dort mit einem Wurf auf 56,07 m im Finale vor dem Jugoslawen Ivan Gubijan. Im Jahr darauf verbesserte er den Weltrekord in Katowice um weitere 55 Zentimeter auf 59,57 m und 1950 dann in Budapest auf 59,88 m. Dieser Rekord hatte dann bis 1952 bestand, als ihn sein Landsmann József Csermák ablöste. 1952 nahm er ein weiteres Mal an den Olympischen Spielen in Helsinki teil und gewann dort mit einer Weite von 57,74 m im Finale die Bronzemedaille hinter Landsmann Csermák und dem Deutschen Karl Storch. Seine letzten internationalen Meisterschaften waren die Leichtathletik-Europameisterschaften 1954 in Bern, bei denen er mit 56,86 m auf den sechsten Platz gelangte.
In den Jahren 1942 bis 1952 sowie 1955 wurde Németh zudem ungarischer Meister im Hammerwurf.

## Karriere
Im Jahr 1949 wurde Németh in das Ungarische Parlament gewählt, dem er eine Legislaturperiode bis 1953 angehörte. Von 1953 bis zu seiner Pensionierung im Jahr 1980 war er Direktor des Peopleâs Stadium (dt. Volksstadion). Zudem war er von 1964 bis 1973 Präsident des Ungarischen Leichtathletikverbandes und von 1958 bis 1963 Mitglied im Nationalen Rat für Sportangelegenheiten.

## Persönliches
Sein Sohn Miklós Németh war ebenfalls als Leichtathlet aktiv und wurde 1976 Olympiasieger im Speerwurf. Németh verstarb am 18. August 1989 im Alter von 71 Jahren in Budapest.

## Auszeichnungen
- Herausragender Athlet der Ungarischen Volksrepublik: 1954